# Looshaus

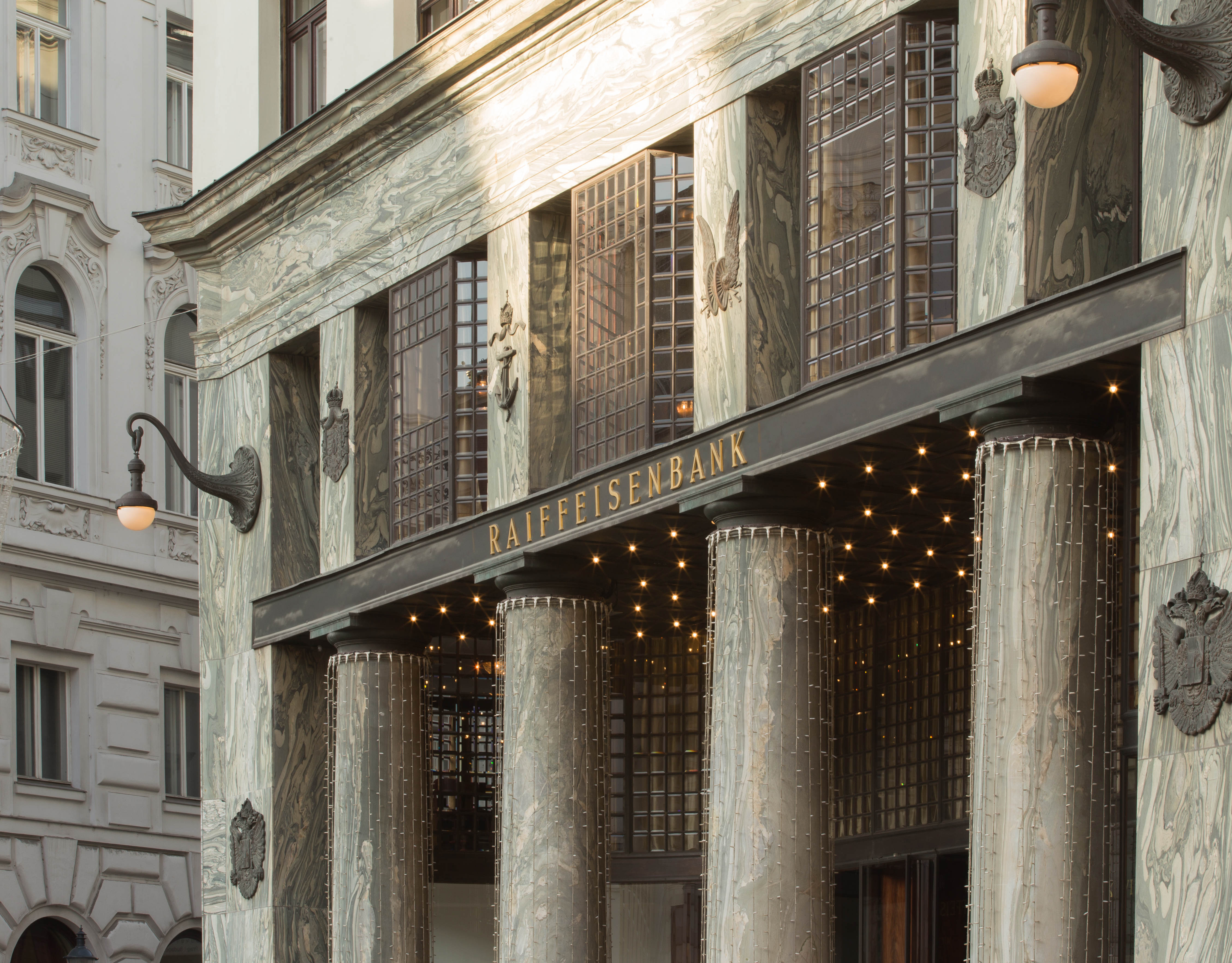
Detalle de la Looshaus.

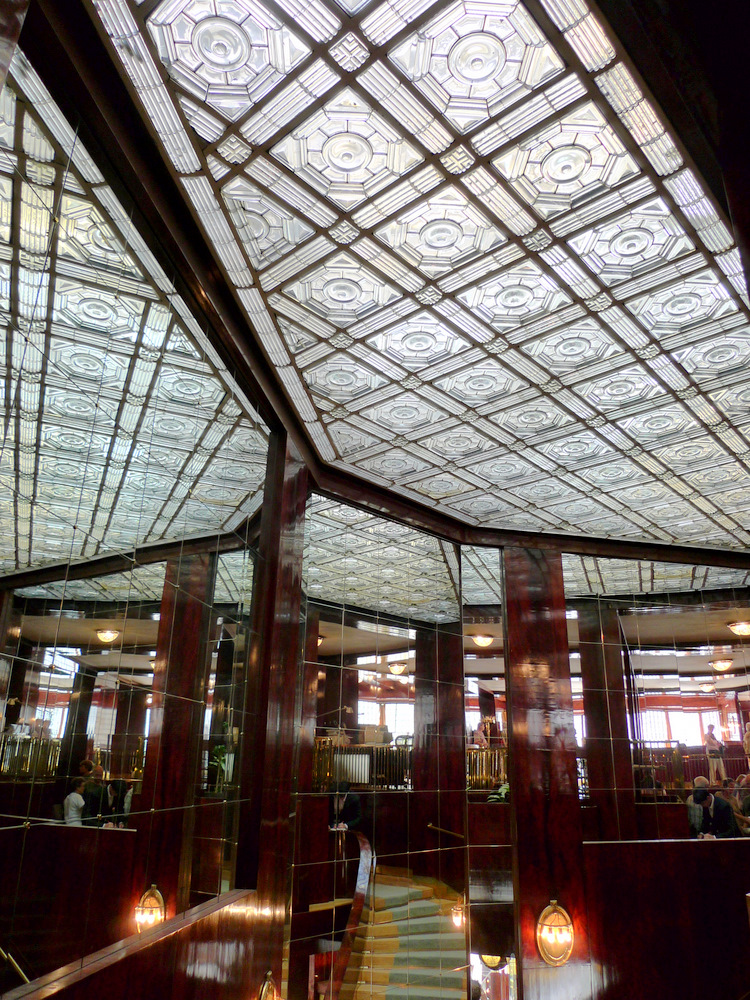
Una claraboya en la escalera principal.

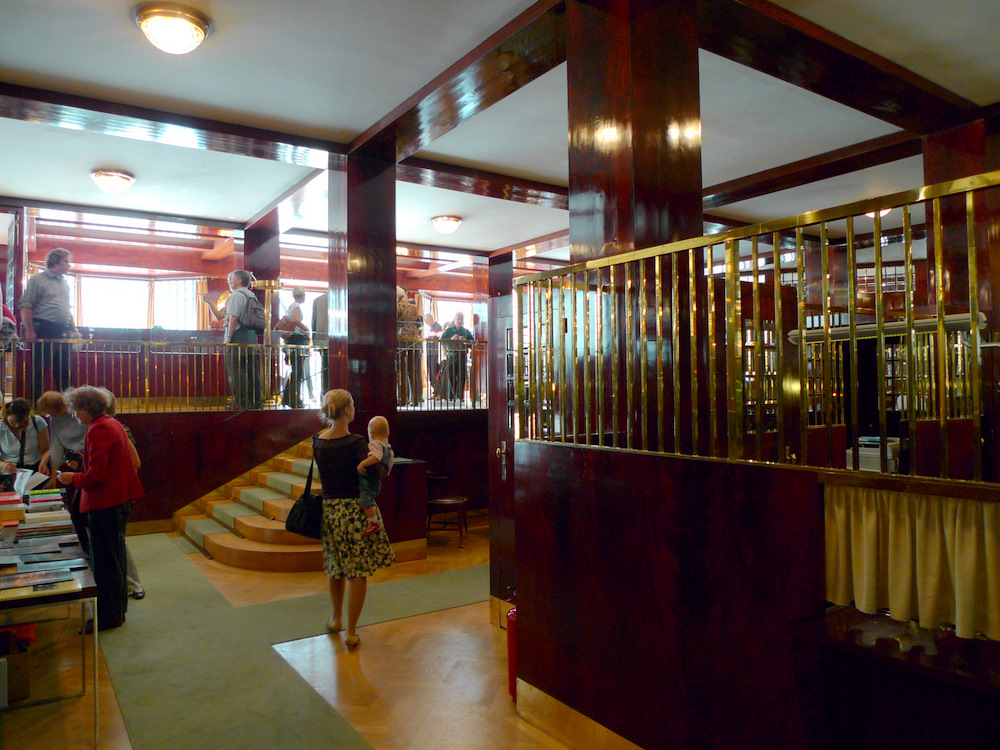
La altura de las habitaciones varía en función de las necesidades.

La Looshaus (en español: Casa Loos) es un edificio de Viena diseñado por Adolf Loos, considerado uno de los edificios más importantes del modernismo vienés. Marca el alejamiento del historicismo, pero también de la decoración floral del estilo de la Secesión. Está situada en Michaelerplatz 3, frente a la Michaelertrakt del Palacio Imperial de Hofburg.

## Historia
En 1909, Leopold Goldmann adjudicó a Adolf Loos el contrato para el diseño de un edificio de oficinas para la empresa Goldmann & Salatsch tras haber celebrado un concurso de arquitectura del cual no se había declarado ningún proyecto ganador. El gerente de la construcción fue Ernst Epstein, y fue edificado por la constructora Pittel + Brausewetter.
En 1944, en plena Segunda Guerra Mundial, la Looshaus fue afectada por un bombardeo, que destruyó un edificio cercano. En 1947 la casa se puso bajo protección como bien cultural. En los años sesenta había una tienda de muebles en el local comercial principal del edificio. En 1987 el Raiffeisenbank compró el edificio y lo renovó.

## Arquitectura

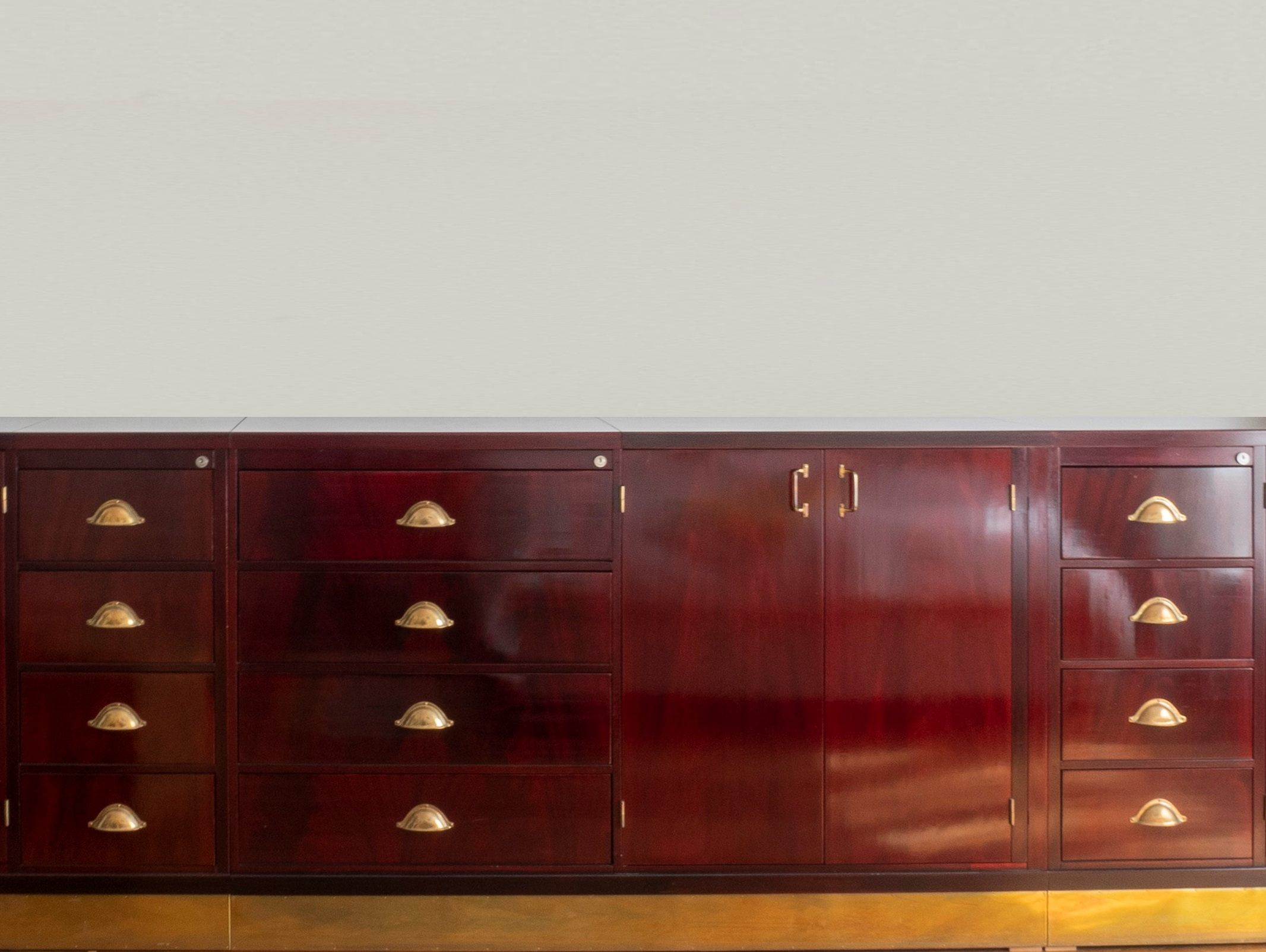
Mostrador de la Looshaus tras su restauración en 1989

Pese a su aspecto funcional, el edificio no es un simple edificio funcional (por ejemplo, presenta contradicciones desde el punto de vista formal: no se escatimó en gastos en el uso de materiales y su trabajo). Pese al claro intento de ponerse en contraste con el estilo y el gusto de la época en nombre de la modernidad, Loos siempre se profesó en línea con la tradición vienesa. Lo que más choca de su diseño es el contraste entre el mármol que reviste la parte inferior de la fachada (un mármol cipollino verde de Eubea) y la simple fachada enlucida en yeso de las plantas residenciales superiores. En lugar de ornamentos, las plantas superiores tienen jardineras delante de las ventanas. En palabras del propio arquitecto:

Lo que más me interesaba era separar claramente en el edificio la parte comercial y los apartamentos. Siempre he tenido la ilusión de haber resuelto este problema en el sentido de nuestros antiguos maestros vieneses, y esta ilusión me la ha confirmado lo que me dijo un artista moderno enemigo mío: ¡quieres ser moderno y construyes una casa como las viejas casas vienesas!

El propio yeso sería una alusión a la tradición vienesa, en su uso más clásico de simple piel. En esa época, gracias a su contenido, el yeso se usaba sobre todo para imitar los ornamentos de piedra. Loos hizo de él un uso totalmente diferente, tratándolo como una superficie lisa y sin rugosidades ni ornamentos, porque era profundamente contrario a ellos, que consideraba el legado de una cultura tradicionalista y no moderna (véase su ensayo Ornamento y Delito).
La monumental entrada se configura como un pórtico de columnas toscanas, entendido como una alusión al pórtico de la Iglesia de San Miguel. Según el arquitecto, la introducción de este elemento estaba destinada a dar mayor espacio a la plaza, y solucionar el error por parte de la administración de ampliar la superficie edificable del edificio.
Según la teoría de Loos, hay dos registros de arquitectura, el monumento y el edificio utilitario, y en la Looshaus se puede apreciar claramente la distinción entre estos dos registros. Desde un punto de vista programático, es un edificio constituido por un espacio dedicado a comercios en las dos primeras plantas y viviendas de alquiler en las plantas superiores. Su situación urbana es excepcional porque se sitúa frente al Palacio Imperial de Hofburg y es esta dicotomía entre la banalidad del edificio y su implantación la que hizo reflexionar a Loos.
La arquitectura del edificio posee dos registros absolutamente distintos: la parte baja se rige por un espíritu clásico y en ella se hace uso de los órdenes, especialmente el toscano, con columnas perfectamente proporcionadas. La planta baja está totalmente revestida en mármol. Esta distinción entre las dos partes se explica por el hecho de que la porción inferior forma parte integral de la calle, es decir, el espacio de memoria de la ciudad.
En la parte alta, Loos decidió crear una fachada neutra sin ornamentación porque, según él, todo lo que no participa en el espacio de la ciudad, es decir, el dominio privado, no merece ornamentación. Esta ruptura radical se explica por el hecho de que Loos pensaba que una vivienda no es un monumento, es un objeto de la vida cotidiana, por lo que la única manera de diseñarla es concentrarse en su funcionalidad.

## Recepción
Tras su finalización, la casa provocó una gran impresión en la ciudad, que todavía se caracterizaba por su gusto histórico. Fue llamada por los vieneses «una casa sin cejas», debido a que no tenía ornamentos encima de las ventanas, típicos de las fachadas de la época. Se decía que el Emperador Francisco José no solo evitó pasar junto a la Looshaus durante el resto de su vida dejando de usar la salida en la Michaelerplatz, sino que también ordenaba dejar las ventanas del Hofburg cerradas de manera que no tuviera que ver la «horrible» casa.

## Designzone Looshaus
Desde 2002, en el nuevo sótano del Looshaus, diseñado por Paolo Piva, se encuentra una zona de diseño llamada Designzone Looshaus. Las exposiciones y eventos internacionales que se realizan allí pretenden atraer la atención sobre la importancia del diseño austriaco como un sector dinamizador de la economía. Además, se exponen aquí las maquetas ganadoras del premio Adolf Loos Staatspreis Design.

## Galería fotográfica

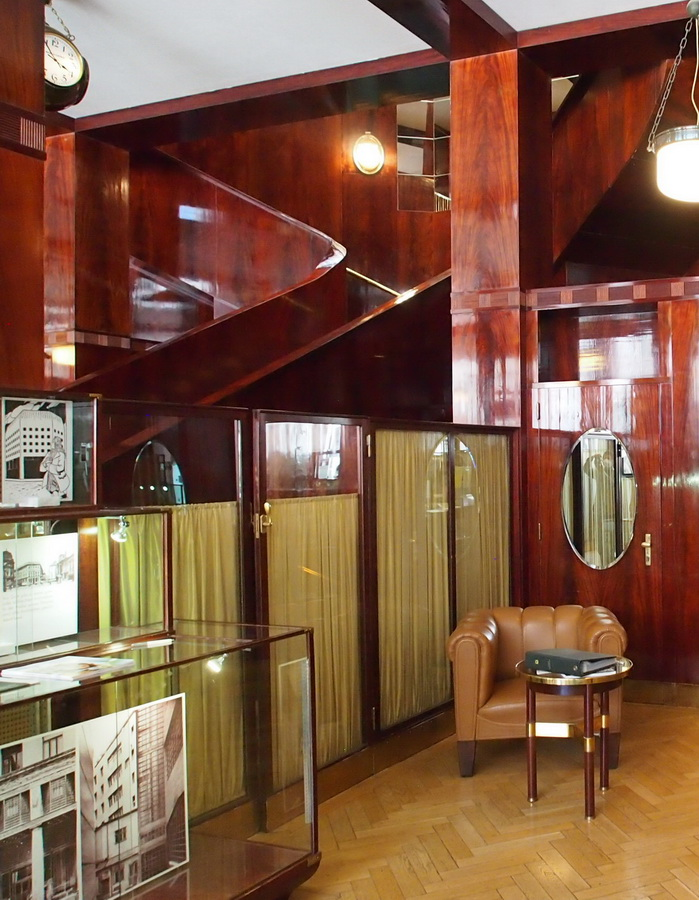
Looshaus, vista interior, planta baja, después de la renovación de 1990
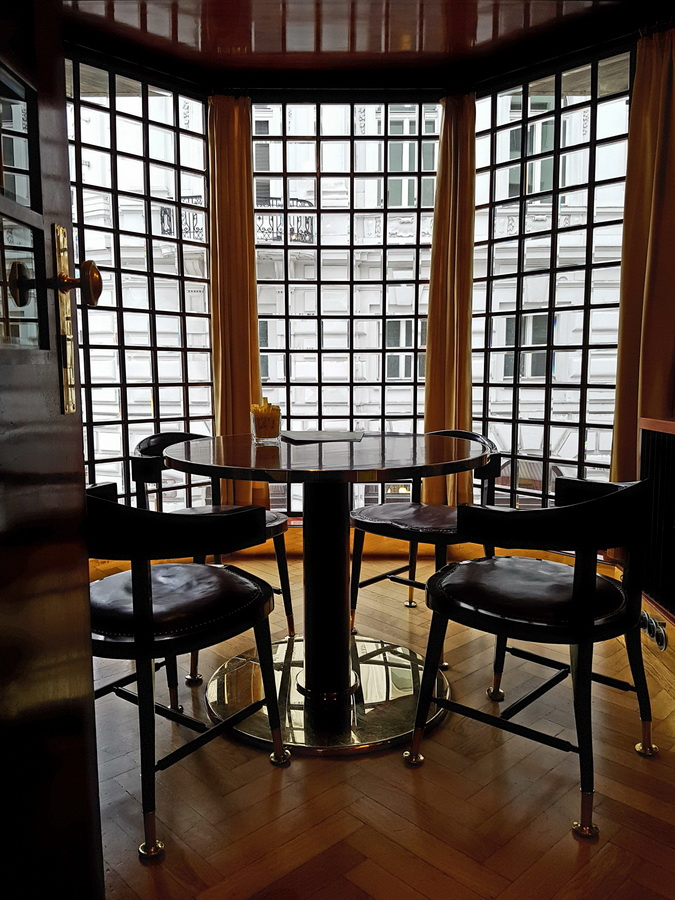
Looshaus, 1ª planta, zona de reuniones, tras la renovación de 1990
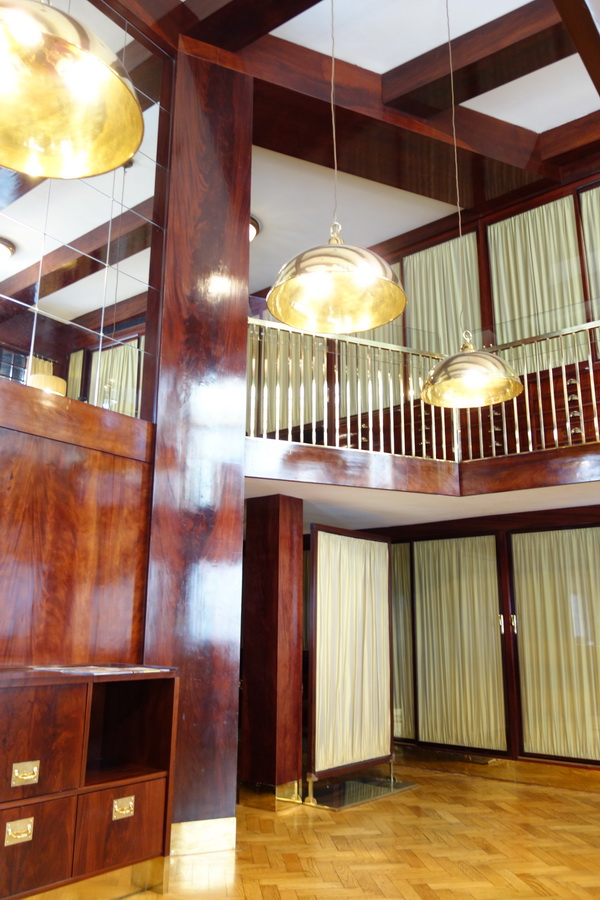
Looshaus, planta baja, 1ª planta, tras la renovación de 1990
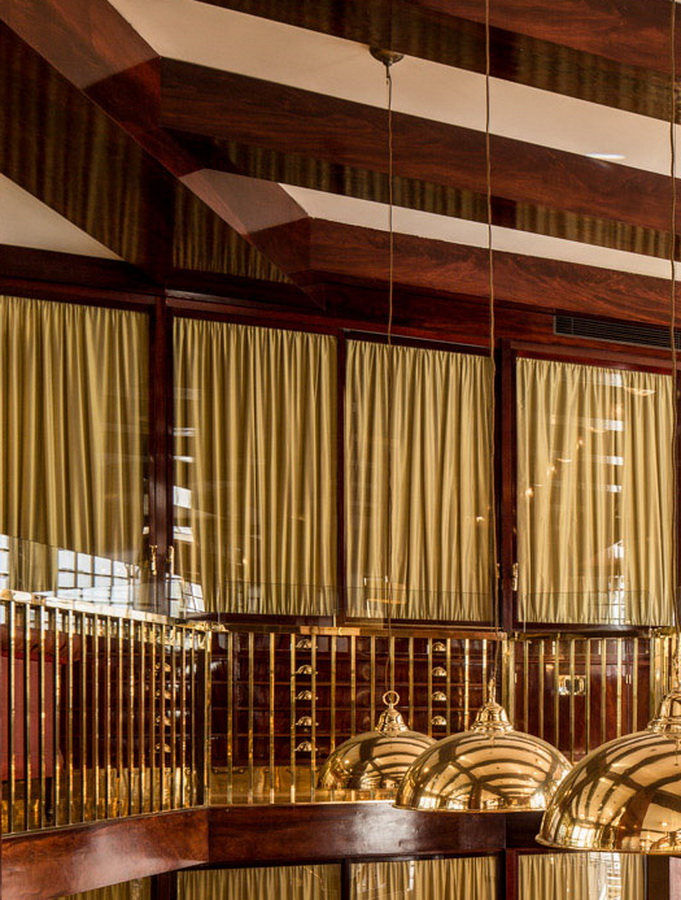
Looshaus, 1ª planta, tras la renovación de 1990
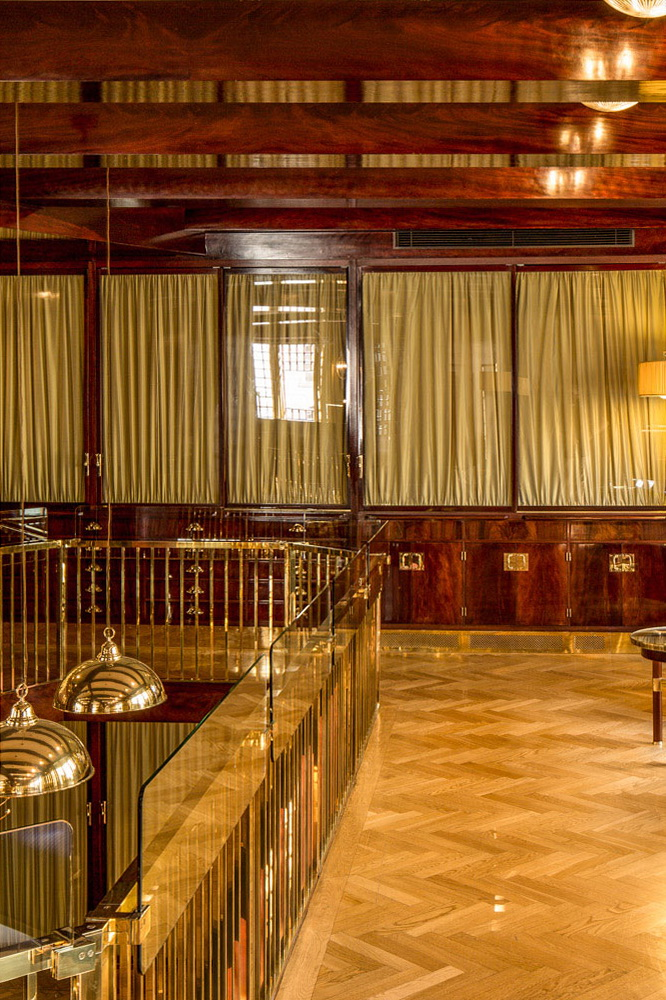
Looshaus, 1ª planta, tras la renovación de 1990
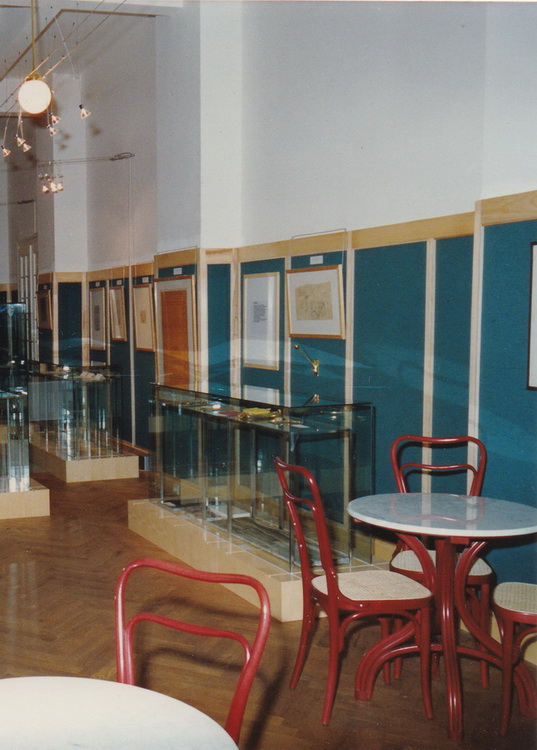
Looshaus, planta baja, tras la renovación de 1990